# Order Łabędzia

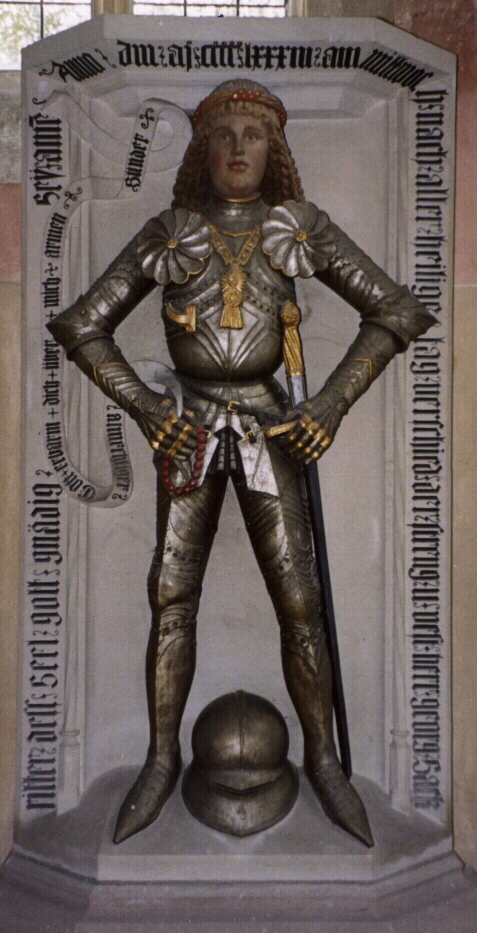
Tumba rycerza Orderu Łabędzia Georga Sacka w klasztorze w Heilbronn – nosi łańcuch orderowy Łabędzia

Order Łabędzia (niem.: Schwanenorden) – zakon rycerski i odznaczenie cywilne Brandenburgii i Prus, najstarszy order Królestwa Prus ze znaną (w kontekście militarnym) aż do II wojny światowej dewizą: Gott mit uns (Bóg jest z nami).

## Historia

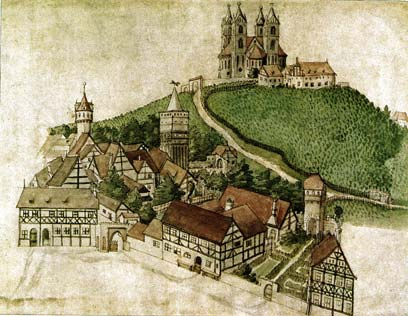
Kościół Mariacki w Brandenburgu (rozebrany w 1722)

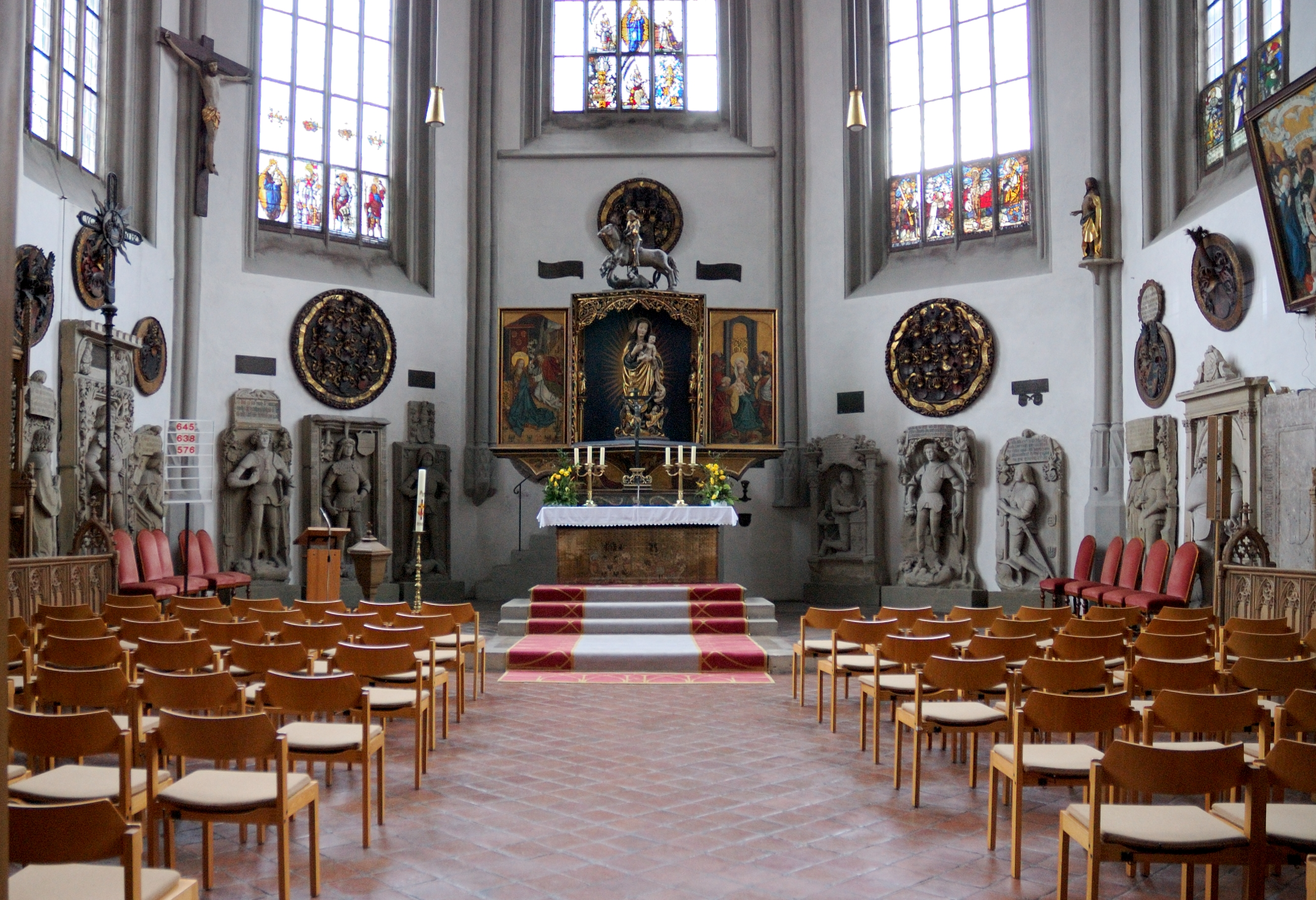
Kaplica Rycerska w Ansbach

Według legendy początki zakonu/orderu sięgają roku 1140, kiedy to książę Obodrytów Przybygniew przyjął chrześcijaństwo – ochrzczony jako Udo, nakazał zniszczyć świątynię Trzygłowa w Brandenburgu i wzniósł na jej miejscu kościół NMP, którym opiekowało się „bractwo łabędzia” – sześciu mnichów i sześć mniszek. Po przejęciu Brandenburgii przez Hohenzollernów elektor Brandenburgii Fryderyk II Żelazny nadał orderowi statuty datowane na 29 września 1440, według których członkowie mieli krzewić kult maryjny i poprzez nabożne czyny wprowadzać w życie zasady chrześcijaństwa. Członkostwo było, nie licząc hohenzollernowskich książąt krwi, ograniczone do liczby 30 mężczyzn i 7 kobiet, wyłącznie pochodzenia szlacheckiego, ale zasady się nie trzymano, gdyż już trzy lata później, po zmianie statutów, order/zakon liczył sobie 63 męskich i 9 żeńskich członków z najróżniejszych stron Niemiec. Jako siedzibę orderu utrzymano kościół mariacki w Brandenburgu, ale członkowie z południowych stron kraju otrzymali wkrótce (1459) własną siedzibę kapitulną w kaplicy św. Jerzego przy kościele św. Gumberta w Ansbach. Po wyborze Albrechta Hohenzollerna, rycerza Łabędzia, na wielkiego mistrza zakonu krzyżackiego (1511) order otrzymał trzecią kaplicę na zamku w Królewcu, późniejszą kaplicę koronacyjną królów pruskich. Po nadejściu reformacji zakon/order Łabędzia stracił znaczenie: od 1543 nie przyjmowano już nowych członków, ostatni komtur w Brandenburgu zmarł w 1547, kościół i klasztor popadły w ruinę, niemniej jednak zakon/order nigdy nie został formalnie rozwiązany.
W 1843 król pruski Fryderyk Wilhelm IV, wielbiciel romantyzmu i postaci legendarnego Lohengrina, odnowił order powołując się na fakt, że nigdy nie wygasł, i nadał mu nowe statuty: miał być otwarty dla obojga płci, dla wszystkich wyznań chrześcijańskich, i jako cel posiadać szerzenie pomocy cierpiącym i poszkodowanym przez wojny i katastrofy przyrody, wkrótce jednak poprzez rewolucję 1848 oraz późniejszą chorobę nerwową króla order poszedł znowu w zapomnienie, choć nadano parę egzemplarzy członkom domów panujących, m.in. małżonce króla Elżbiecie, która otrzymała bardzo kosztowny łańcuch wysadzany brylantami i szafirami.
W 1980 order został odnowiony jako prywatny zakon rycerski – Ordo Equitatus Cygni Brandenburgensis – pod kierownictwem księcia Filipa Cyryla Pruskiego, praprawnuka ostatniego cesarza niemieckiego Wilhelma II. Ma dziś ok. 40 członków.
Po pożarze w 1713, który strawił dawny kościół zakonny w Brandenburgu i zniszczeniu zamku królewieckiego w 1945 z budowli zakonnych pozostała dziś jedynie kaplica w Ansbach.

## Insygnia
Noszona wyłącznie na łańcuchu z 13 ogniw przedstawiających czerwone serce (symbol miłości i skruchy) otoczone dwiema piłami (symbol męczeństwa). Oznaka orderu to owalny medalion z podobizną NMP z Dzieciątkiem Jezus na ramieniu. Pod medalionem NMP umieszczony jest biały łabędź, symbol niewinności.